# Tricimba lineella
Tricimba lineella är en tvåvingeart som först beskrevs av Fallen 1820.  Tricimba lineella ingår i släktet Tricimba och familjen fritflugor. Arten är reproducerande i Sverige. Inga underarter finns listade i Catalogue of Life.